# Любимов, Сольве и Ко
Общество «Любимов, Сольве и Ко» — существовавшая до революции российско-бельгийская  компания. Полное наименование — Общество для производства соды в России под фирмою «Любимов, Сольве и Ко». Штаб-квартира компании располагалась в Москве.

## История
Общество было учреждено в 1887 году видным российским предпринимателем, купцом 1-й гильдии, потомственным почётным гражданином, коммерции советником, бывшим городским головой г. Пермь, основателем Березниковского содового завода Иваном Ивановичем Любимовым и разработчиком аммиачного способа получения соды из поваренной соли, бельгийским учёным-химиком, предпринимателем Эрнестом Сольве.
Как зафиксировано в параграфе 1 Высочайше утверждённого 3-го ноября 1887 г. Устава компании (изменён и дополнен 10-го ноября 1889 и 9-го мая 1900 гг.):

Для содержания и распространения действий содового завода, находящегося в Пермской губернии, Соликамского уезда в местности, называемой «Березниковский Луг» и принадлежащего Товариществу на вере «Любимов и Ко», а также для торговли как изготавливаемой на сём заводе по способу Сольве содою, так и побочными продуктами, учреждается акционерное общество под наименованием «Общество для производства соды в России под фирмою Любимов, Сольве, и Ко».
Как сказано в том же Уставе, учредителями компании выступили также французский гражданин Август Августович Лутрейль, Торговый Дом «Вогау и Ко» и Великобританский подданный Чарльз Джеймс Торнтон.
Весной 1890 года обществом «Любимов, Сольве и Ко» на берегу реки Северский Донец близ села Верхнее Екатеринославской губернии (ныне г. Лисичанск Луганской обл. Украины) было заложено второе содовое производство компании, введенное в строй 28 апреля 1892 г. Оборудованные по последнему слову техники, использовавшие самые современные на тот момент технологии, оба завода приносили огромную прибыль. За 30 лет своей деятельности фирма принесла порядка 33,85 млн золотых руб. чистого дохода.
После установления в России Советской власти Общество «Любимов, Сольве и Ко» было упразднено, а всё его имущество национализировано.